# Stade Kashala Bonzola
Le stade kashala Bonzola est un stade de football à Mbuji Mayi en république démocratique du Congo.
C'est le stade dans lequel l'équipe du SM Sanga Balende dispute ses matchs à domicile. Le Stade kashala Bonzola dispose d'une capacité de 23 000 places.
L'architecte